# Annicco
Annicco è un comune italiano di 1 974 abitanti della provincia di Cremona in Lombardia.

## Geografia fisica
Si trova in piena Pianura Padana, a circa 4 chilometri dalla città di Soresina.

## Storia
La prime testimonianze storiche risalgono al XII secolo dove, nei documenti, si fa riferimento al toponimo Anigum. Nel medioevo si trasforma in Nicco e, più tardi, nell'attuale Annicco.
Anche questo comune fu coinvolto, come altre terre cremonesi, nella lotta fra Cremona e Milano per il controllo della zona e, in questo contesto, si inserisce un interessante episodio storico. Fu infatti nel castello di Annicco, secondo alcuni storici, che nel 1424 venne arrestato, per ordine di Filippo Maria Visconti, Cabrino Fondulo poi condotto a Milano dove venne decapitato il 12 febbraio 1425.
Nel 1420 è appunto documentata la presenza di un castello divenuto poi feudo della famiglia Lampugnani che, nel 1464, cedette i propri diritti alla famiglia Stanga: passò poi ai Trecchi nel 1647, ai Serbelloni nel 1665 e nel 1676 ai Solza.
Il comune di Annicco già nel XVI secolo era retto da quattro deputati, scelti ogni anno tra i dodici eletti dall'assemblea degli abitanti, con il compito di stabilire e suddividere le quote di imposta, gestire gli affari correnti e quelli relativi agli alloggiamenti militari. Vi era anche un tesoriere che provvedeva materialmente all'esazione dei tributi.
Nel Seicento parte dei possedimenti appartenevano alla nobile famiglia degli Arrigucci.
Alla metà del XVIII secolo Annicco era infeudato al marchese Solza di Bergamo, al quale la comunità non corrispondeva alcun emolumento.
L'assemblea degli abitanti eleggeva ogni anno i deputati e il console. Il cancelliere risiedeva in loco e redigeva le pubbliche scritture. L'archivio della comunità era conservato in apposito locale.
Completava la struttura istituzionale della comunità il tesoriere, nominato per pubblico incanto con incarico triennale. (Risposte ai 45 quesiti della real giunta del censimento 1751-1754, Archivio di Stato di Milano, Catasto, cart. 3054).
Secondo la legge emanata il 26 settembre 1798 Annicco era uno dei comuni del distretto XII di Soresina del dipartimento dell'Alto Po.
Con decreto dell'8 giugno 1805 il comune di Annicco fu classificato di III classe e venne incluso nel cantone II di Pizzighettone del distretto I di Cremona nel dipartimento dell'Alto Po.
Il comune viene inoltre citato nelle cronache della seconda guerra d'indipendenza per aver ospitato l'esercito austriaco dopo la battaglia di Magenta.
Nel 1878 sui ruderi del castello venne eretto l'attuale palazzo municipale.
Nel 1928 venne aggregato al comune di Annicco il comune di Barzaniga.

### Simboli
Lo stemma e il gonfalone sono stati concessi con decreto del presidente della Repubblica del 17 dicembre 1962.
Il gonfalone è un drappo partito di verde e di giallo.

## Monumenti e luoghi d'interesse
- Chiesa parrocchiale di San Giovanni Battista Decollato ad Annicco.
- Chiesa parrocchiale dei Santi Pietro e Paolo a Barzaniga. Costruita in stile neoclassico, fu progettata dall'architetto Luigi Voghera
- Santuario della Beata Vergine della Nave a Barzaniga.
- Villa Arrigucci. Costruita nel XVII secolo, è dotata di un porticato di stile rinascimentale.
- Il castello di Annicco. Si tratta di un rifacimento di quello di Oldrado di Lampugnano.
- "Annicchetta". Una stalla a forma di nave situata sul lato dell strada che collega Annicco a Grumello Cremonese ed Uniti, che descrive la particolarità degli abitanti.

## Società

### Evoluzione demografica
Abitanti censiti

## Geografia antropica
Annicco ha 2 frazioni: Barzaniga e Grontorto.

## Infrastrutture e trasporti
La stazione di Annicco era posta lungo la ferrovia Cremona-Iseo, in concessione alla Società Nazionale Ferrovie e Tramvie, attivata per tratte a partire dal 1911 e soppressa nel 1956.

## Amministrazione

### Altre informazioni amministrative
Annicco forma con Azzanello, Casalmorano, Castelvisconti, Genivolta e Paderno Ponchielli l'Unione Lombarda Soresinese.